# انتفاضة جيجو
انتفاضة جيجو (الكورية: 제주 4 · 3 사건، Jeju sasam sageon) هي تمرد شيوعي حدث في جزيرة جيجو في كوريا الجنوبية من أبريل 1948 حتى مايو 1949.
احتج الشيوعيون من سكان جيجو المعارضين لتقسيم كوريا وقاموا بإضراب عام منذ عام 1947 ضد الانتخابات المقرر إجراؤها من قبل لجنة الأمم المتحدة المؤقتة في كوريا (UNTCOK) التي كانت ستعقد في الأراضي المسيطر عليها من قبل الحكومة العسكرية لجيش الولايات المتحدة في كوريا، بينما رفض الشمال الذي يسيطر عليه السوفيت إجراء انتخابات ديمقراطية. شن حزب العمال في كوريا الجنوبية ومؤيدون شيوعيون آخرون عصيانًا عنيفًا في أبريل 1948، وهاجموا الشرطة وأعضاء رابطة شباب الشمال الغربي المتمركزين في جيجو لقمع الاحتجاجات بعنف. قمعت الجمهورية الأولى الكورية هذه الانتفاضة تحت قيادة الرئيس سنغ مان ري (إي سنغ مان) من أغسطس 1948، وأعلنت الأحكام العرفية في نوفمبر وبدأت «حملة اجتثاث» ضد القوات المتمردة في المناطق الريفية في جيجو في مارس 1949، وهزمتهم في غضون شهرين. وقتل العديد من قدامى المحاربين المتمردين والمتعاطفين المشتبه بهم في وقت لاحق عند اندلاع الحرب الكورية في يونيو 1950، وبقي وجود انتفاضة جيجو خاضعًا للرقابة والقمع في كوريا الجنوبية لعدة عقود.
كانت انتفاضة جيجو عنيفة جدًا، حيث أدت لمقتل ما بين 14,000 و30,000 شخص (10% من سكان جيجو)، وفرار 40,000 آخرين إلى اليابان. ارتكب كلا الجانبين فظائع وجرائم حرب، ولكن ذكر المؤرخون أن الأساليب التي استخدمتها حكومة كوريا الجنوبية لقمع المتظاهرين والمتمردين كانت أكثر وحشية، وقاد عنف القوات الموالية للحكومة ضد المدنيين إلى تمرد يوسو -سون تشون في جولا الجنوبية خلال النزاع، ويعتبر بعض المؤرخين والمفكرين، بمن فيهم المؤرخ العسكري آلان ر. ميليت، أن انتفاضة جيجو هي البداية الحقيقية للحرب الكورية.
في عام 2006، بعد 60 عامًا تقريبًا من انتفاضة جيجو، اعتذرت حكومة كوريا الجنوبية عن دورها في عمليات القتل ووعدت بتقديم التعويضات. وفي عام 2019، اعتذرت الشرطة الكورية الجنوبية ووزارة الدفاع لأول مرة عن المجازر.

## الخلفية

### الوضع السياسي في كوريا
بعد استسلام إمبراطورية اليابان لقوات الحلفاء في 15 أغسطس 1945، انتهى معه الاحتلال الياباني الذي دام 35 عامًا لكوريا. وقُسمت كوريا في وقت لاحق عند خط العرض 38 شمالًا، وتولى الاتحاد السوفيتي الوصاية شمال الخط والولايات المتحدة جنوب الخط. وفي سبتمبر 1945، أنشأ الفريق جون ر. هودج حكومة عسكرية لإدارة المنطقة الجنوبية، والتي شملت جزيرة جيجو. وفي ديسمبر 1945، التقى ممثلو الولايات المتحدة مع ممثلي الاتحاد السوفيتي والمملكة المتحدة للعمل على الوصاية المشتركة. بسبب عدم وجود توافق في الآراء، عرضت الولايات المتحدة «المسألة الكورية» أمام الأمم المتحدة لمزيد من المداولات. في 14 نوفمبر 1947، أقرت الجمعية العامة للأمم المتحدة قرار الأمم المتحدة 112، الذي دعا إلى إجراء انتخابات عامة في 10 مايو 1948، تحت إشراف لجنة الأمم المتحدة المؤقتة لكوريا.
رفض الاتحاد السوفيتي قرار الأمم المتحدة ودخول لجنة الأمم المتحدة المؤقتة إلى كوريا الشمالية، وذلك خشية فقدان نفوذه في كوريا الشمالية. ومع ذلك، أجرت اللجنة المؤقتة الانتخابات، وإن كان ذلك في النصف الجنوبي فقط من البلاد. رد الاتحاد السوفيتي على هذه الانتخابات في الجنوب بانتخاب خاص به في الشمال في 25 أغسطس 1948. 

### الوضع السياسي في جزيرة جيجو
كان سكان جزيرة جيجو من أكثر المشاركين نشاطًا في حركة الاستقلال الكورية ضد الاحتلال الياباني الاستعماري. وبسبب العزلة النسبية للجزيرة عن شبه الجزيرة الكورية، شهدت جيجو سلامًا نسبيًا بعد الاستسلام الياباني، على النقيض من فترة الاضطرابات العنيفة في المنطقة الجنوبية من كوريا الجنوبية. تميزت الفترة التي تلت الاستسلام الياباني مباشرة بتشكيل اللجان الشعبية والمجالس المحلية المستقلة المكلفة بتنسيق الانتقال نحو الاستقلال الكوري، مثل ما حدث في البر الرئيسي لشبه الجزيرة الكورية. عندما وصلت الحكومة العسكرية الأمريكية إلى جيجو في أواخر عام 1945، كان مجلس الشعب في جيجو هو الحكومة الوحيدة القائمة في الجزيرة. كدليل على هذا الاستقرار النسبي، صرح الحاكم العسكري الأمريكي لحكومة الجيش العسكري للولايات المتحدة في كوريا (USAMGIK) جون ر. هودج في أكتوبر 1947 أن جزيرة جيجو كانت «منطقة شيوعية حقيقة تسيطر عليها اللجنة الشعبية سلمياً دون الكثير من النفوذ الشيوعي الدولي». 
كان مجلس الشعب في جيجو يخضع لتوجيهات حزب العمال الكوري الجنوبي (SKLP) بحلول أواخر عام 1946. شجع حزب العمال مجلس الشعب على إنشاء لجان عسكرية وسياسية، ومنظمات جماهيرية كذلك. أثار تفكيك الجيش العسكري للولايات المتحدة في كوريا عام 1946 لجمهورية كوريا الشعبية المؤقتة واللجان الشعبية المرتبطة بها في البر الرئيسي انتفاضة الخريف لعام 1946، والتي لم تصل إلى جيجو (حيث كانت اللجان الشعبية تعمل دون إزعاج فعلي من قبل الحكومة العسكرية الأمريكية) ولكنها ساهمت في تصاعد التوتر في الجزيرة. 

## الحوادث المؤدية إلى الانتفاضة

### مظاهرات سام إيل
بدأ سكان جيجو بالاحتجاج على الانتخابات قبل عام من إجرائها. وذلك بسبب قلقهم من تقسيم شبه الجزيرة بشكل دائم، خطط حزب العمال الكوري الجنوبي لتجمعات في 1 مارس 1947 لإدانة الانتخابات والاحتفال في وقت واحد بالذكرى السنوية لحركة الأول من مارس. ولكن محاولة قوات الأمن لتفريق الجموع حشدت المزيد من مواطني جيجو لدعم المظاهرات. وفي محاولة يائسة لتهدئة الحشد، أطلقت الشرطة الكورية طلقات تحذيرية عشوائية فوق رؤوسهم، أصاب بعضها الناس. وعلى الرغم من أن هذه الطلقات نجحت في تهدئة المتظاهرين، فقد قتل ستة مدنيين، من بينهم طفل في السادسة من عمره. 

### حادثة سجن تشونغ ميون
في 8 مارس 1947، تجمع حشد من نحو ألف متظاهر أمام سجن تشونغ ميون، مطالبين بالإفراج عن أعضاء حزب العمال الكوري الجنوبي الذين اعتقلتهم الحكومة العسكرية خلال مظاهرات سام إيل. وحين بدأ المتظاهرون بإلقاء الحجارة والاندفاع إلى السجن، أطلقت الشرطة المذعورة عليهم النار من الداخل، ما أسفر عن مقتل خمسة أشخاص. وردًا على ذلك، دعا أعضاء حزب العمال وغيرهم الحكومة العسكرية لاتخاذ إجراءات ضد ضباط الشرطة الذين أطلقوا النار على الحشد. ولكن بدلًا من ذلك استُقدم 400 ضابط شرطة آخرين من البر الرئيسي، بالإضافة إلى أعضاء مجموعة شبه عسكرية يمينية متطرفة تُعرف باسم رابطة شباب الشمال الغربي. وعلى الرغم من أن كلًا من الشرطة والجماعات شبه العسكرية استخدمت أساليب عنيفة وقاسية في قمع السكان المحليين، كانت رابطة شباب الشمال الغربي هي الأكثر وحشية، ووصفت بأنها إرهابية.

### الإضراب العام في فبراير 1948
مع اقتراب انتخابات 10 مايو 1948، شدد قادة حزب العمال الكوري الجنوبي معارضتهم لتدخل لجنة الأمم المتحدة المؤقتة لكوريا في الشؤون الكورية، إذ كانوا يعتقدون أن الانتخابات ستوطد التقسيم على أساس خط عرض 38، وهو الأمر الذي سيقلل من احتمالية أن تصبح كوريا دولة موحدة ومستقلة. وفي يناير 1948، دعا باك هون يونغ، رئيس حزب العمال الكوري الجنوبي، أعضاء الحزب جنوب خط العرض 38 لمعارضة الانتخابات بأي وسيلة ضرورية، ودعا إلى إضراب عام في 7 فبراير. وكان يبلغ عدد أعضاء الحزب في جزيرة جيجو وقتها نحو 60 ألفًا على الأقل، وما لا يقل عن 80 ألفًا من المؤيدين النشطين. لم يقم هؤلاء الأعضاء والمؤيدون بالإضراب فحسب، بل هاجموا في بعض الحالات المنشآت الحكومية واصطدموا مع قوات الشرطة في صراع مفتوح. استمرت هذه الاشتباكات بين مقاتلي حزب العمال ضد الجماعات اليمينية والشرطة حتى مارس 1948.